# Втора йеменска гражданска война
Втората йеменска гражданска война (на арабски: الحرب الأهلية اليمنية) е гражданска война в Йемен, водеща се от 2014 година насам.
Тя започва през септември 2014 година с ескалацията на Йеменската криза и превземането на столицата Сана от шиитската бунтовническа организация на хусите „Ансар Аллах“, подкрепяна неофициално от Иран. По-късно северната част на страната е оглавена от Върховен политически съвет, създаден от хусите. През март 2015 година те настъпват успешно на юг срещу правителствените сили, което предизвиква военната интервенция в подкрепа на правителството на няколко държави, водени от Саудитска Арабия. Възползвайки се от срива на централната власт, в отделни периоди във войната се включват действащи самостоятелно местни групи, както и международни ислямистки организации като „Ал-Каида“ и „Ислямска държава“. През 2017 година проправителствените сили се разцепват, като подкрепяното от Обединените арабски емирства Южно движение установява контрол над крайбрежните райони около Аден. Войната има тежки хуманитарни последици, като броят на жертвите се оценява на около 100 хиляди души, а други 85 хиляди умират от предизвикания от нея масов глад.
На 1 април 2022 г. враждуващите страни в Йемен се договарят за двумесечно прекратяване на огъня, като примирието влиза в сила на следващия ден. Впоследствие то е удължено на два пъти до 2 октомври.
През 2023 г. след началото на войната между Израел и Палестина хусите започват да пленяват кораби, които преминават през Червено море, в знак на протест срещу убийствата на палестинци. На борда на един от похитените кораби има и български моряци. В края на годината е сключено ново примирие между йеменското правителство и хусите вследствие на посредничеството на Саудитска Арабия и Оман.